# Sietas Typ F
Der Typ F ist ein Küstenmotorschiffstyp der Sietas-Werft in Hamburg-Neuenfelde. Von 1956 bis 1957 entstanden vier Schiffe dieser Baureihe.

## Geschichte

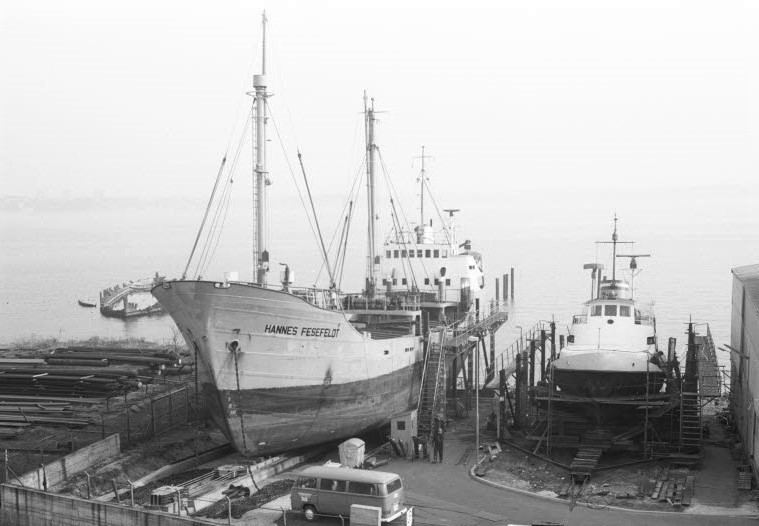
Die Hannes Fesefeldt (links) im März 1974 auf der Gebr. Friedrich-Werft in Kiel

Der Küstenmotorschiffstyp wurde Mitte der 1950er Jahre von vier Reedereien geordert. Die Typenbezeichnung leitet sich vom Namen der Hannes Fesefeldt ab, die als letztes Schiff der Baureihe abgeliefert wurde, jedoch als erstes bestellt worden war. Anfangs kamen die Schiffe vorwiegend in der kleinen und mittleren Fahrt zum Einsatz. Die Magda Wegener wurde 1974 an eine iranische Reederei verkauft und in Mariam Karoon umbenannt. Im selben Jahr erwarb ein griechischer Reeder die Ilse Feldtmann und setzte sie danach als Ilse im Mittelmeer ein. Die Partner (ehemals Gerd Frese) überführte man 1996 in die Karibik, wo sie zunächst mit Heimathafen Kingstown in St. Vincent registriert wurde.

## Technik
Der Typ F basierte auf dem Typ HG und hatte wie dieser zwei Laderäume. Durch die weitestgehend unverbaute Form der Laderäume mit geringem Unterstau wurde der Schiffstyp auch in der Zellulose- oder Paketholzfahrt eingesetzt. Er hatte einen durchgehenden Doppelboden mit einer ebener Tankdecke. Es wurden einfache Lukendeckel aus Holz mit seefester Abdeckung aus Persenning verwendet. Serienmäßig besaßen die Schiffe drei Ladebäume mit einer Tragkraft von zwei Tonnen. Sie wurden von einem Viertakt-Dieselmotor des Herstellers Klöckner-Humboldt-Deutz (KHD) angetrieben, der auf einen Festpropeller wirkte. Die Motoren waren auf 300 PS gedrosselt.
Die Schiffe der Baureihe besaßen eine Gesamtlänge von 51,06 m (45,00 m Lpp, 47,60 m Vermessungslänge) und eine Breite von 8,94 m. Die Thea Nagel (ehemals Gerd Frese) wurde im Jahr 1976 auf 58,76 m Lüa verlängert (52,70 m Lpp, 55,32 m Vermessungslänge) und mit 499 BRT sowie 800 tdw neu vermessen. Eine weitere Vermessung des Schiffs mit 570 BRT und 856 tdw erfolgte 1996.

## Die Schiffe
| Sietas Typ F     | Sietas Typ F | Sietas Typ F | Sietas Typ F           | Sietas Typ F                 | Sietas Typ F |
| Bauname          | Baunummer    | IMO-Nummer   | Stapellauf Ablieferung | Auftraggeber                 | Umbenennungen und Verbleib |
| ---------------- | ------------ | ------------ | ---------------------- | ---------------------------- | --- |
| Hannes Fesefeldt | 404          | 5141756      | 21.06.1957 10.08.1957  | Gerhard Fesefeldt, Uetersen  | 1974 Zenit → 1977 Lisa → 1983 Mona → 1986 Tatjana B, am 22. September 1986 Brand im Maschinenraum, am 4. Oktober 1986 zur Verschrottung nach Leer geschleppt und dort bis 1992 bei Evert Heeren abgewrackt |
| Gerd Frese       | 407          | 5129590      | 06.10.1956 01.11.1956  | Peter Frese, Wischhafen      | 1966 Thea Nagel → 1984 Partner → 1997 Shakem, am 30. Mai 2001 vor Grand Anse Beach (Grenada) gesunken |
| Magda Wegener    | 408          | 5216915      | 04.12.1956 22.12.1956  | Hermann Wegener, Estebrügge  | 1974 Mariam Karoon, Zustand und Verbleib unklar |
| Ilse Feldtmann   | 412          | 5159179      | 16.03.1957 08.04.1957  | Helmut Feldtmann, Königreich | 1974 Ilse → 1977 Mando → 1992 Rana → 1994 Sara, vermisst mit acht Personen im Mittelmeer, wahrscheinlich am 16. Februar 1994 auf der Fahrt von Alexandria (Ägypten) nach Tartus (Syrien) gesunken          |